# Brachylophus fasciatus
La iguana bandeada de Fiyi (Brachylophus fasciatus) es una especie de iguánido endémico de Fiyi e introducido en Tonga y otras islas cercanas del Pacífico.
Este animal es el símbolo incluido en el escudo nacional de Fiyi.
Está en peligro de extinción y es CITES 1.

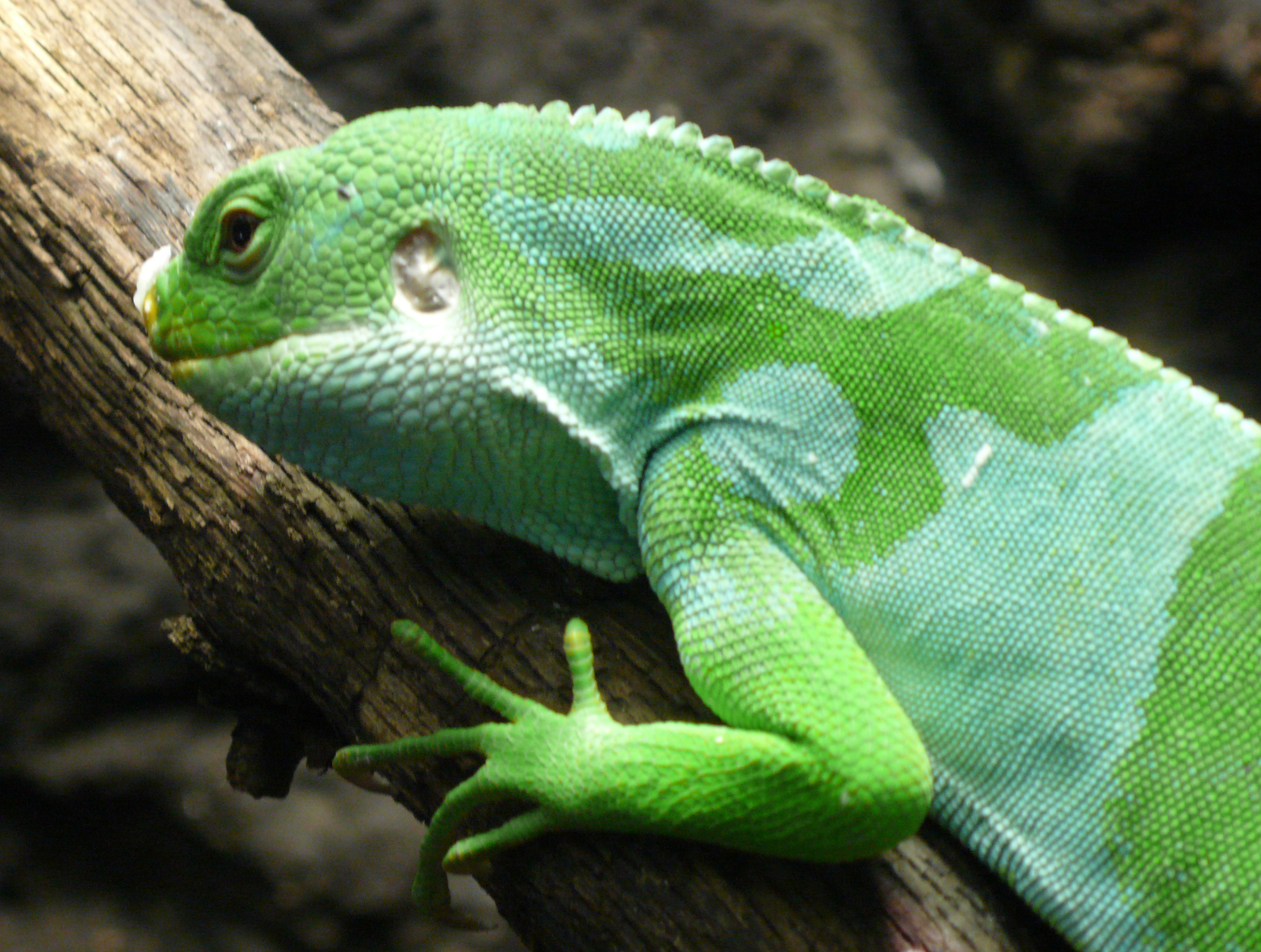
Parte superior de una iguana franjeada de Fiyi.